# حجال (الرجم)

تعديل مصدري - تعديل

حجال هي إحدى قرى عزلة بني اسعد بمديرية الرجم التابعة لمحافظة المحويت، بلغ تعداد سكانها 147 نسمة حسب تعداد اليمن لعام 2004.